# 斉藤一二三
斉藤 一二三（さいとう ひふみ、1985年10月9日 - ）は、プロレスの元レフェリー、元プロレスラー。埼玉県出身。

## 経歴
- 2015年7月19日 - 小平市立小平第一中学校で行われたアイスリボン「おでかけ租税プロレス」でレフェリーとしてデビュー。[1]
- 2017年11月23日 - アイスリボン横浜大会「横浜リボン2017・Nov.」にて、大会で初のタイトルマッチのレフェリングを行う。
- 2017年12月31日 - アイスリボン後楽園ホール大会「RIBBONMANIA 2017」にて初のメイン試合+タイトルマッチのレフェリングを行う。
- 2019年12月、アイスリボン後楽園ホール大会でのテキーラ沙弥引退試合38人掛けの11人目に登場しスクールボーイで敗れた。
- 2022年1月9日のSKIPシティ大会で、3月20日の後楽園ホール大会を最後に引退する事を発表した。
- 2022年3月12日、アイスリボン道場マッチにて第0試合、藤本つかさ戦でプロレスラーデビューを飾る。
- 2022年3月20日 - アイスリボン後楽園ホール大会「アイスリボンマーチ2022」にて引退をした。

## 人物
- レフェリーデビュー以前よりアイスリボンプロレスサークルでサークル筆頭生の「彩」としてアマチュア活動を行っている。[1]
- 北海道旅行を趣味とし、よくTwitterなどで旅行の様子を載せている。
- レフェリーの師匠は佐藤淳一。
- 師匠譲りの「泣き虫レフェリー」
- 土曜日開催の道場マッチに参加する際は昼のちゃんこ番を務めることが多い。
- 自動二輪車の免許を取得している。
- アイスリボンの大会では試合ごとに複数のレフェリーシャツを使い分けている。さらに地方大会ではその地域のスポーツチーム等のシャツにアレンジを加えたものを使用することがある。
- メダカ飼育に熱中している